# Hemoglobin

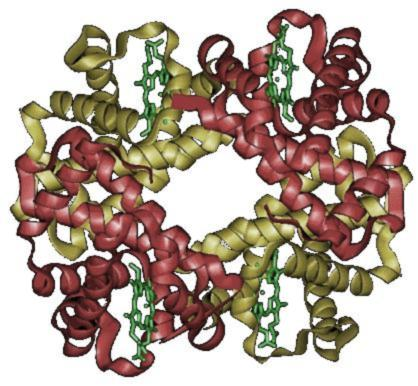
Struktura hemoglobinu (podjednotky globinu jsou zobrazeny červeně a žlutě, hem je zelený)

Hemoglobin (zkratka Hb) je červený transportní metaloprotein červených krvinek obratlovců a některých dalších živočichů. Hlavní funkcí hemoglobinu je transport kyslíku z plic nebo žaber do tkání a opačným směrem odstraňování oxidu uhličitého z tkání do plic. V aktivních erytrocytech savců hemoglobin tvoří 35 % obsahu. Průměrné množství hemoglobinu v jednom erytrocytu je 28–32 pg.

## Historie
Jako první v roce 1851 publikoval články o rostoucích krystalech hemoglobinu v krevním preparátu německý fysiolog Otto Funke. Na jeho práci navázal Felix Hoppe-Seyler, který o pár let později popsal jeho schopnost opakovaně vázat kyslík. V roce 1959 Max Perutz pomocí metod rentgenové krystalografie rozluštil strukturu hemoglobinu. Za tuto práci dostal společně s Johnem Kendrewem v roce 1962 Nobelovu cenu za chemii. Úloha hemoglobinu v krvi byla objevena francouzským fyziologem Claudem Bernardem.

## Syntéza
Syntéza hemoglobinu je složitá, řada kroků probíhá v nedospělých červených krvinkách. Globin stejně jako jiné bílkoviny vzniká na ribozomech. Hem je vytvářen v mitochondriích a cytoplazmě.

## Struktura

Hemová skupina

Běžný hemoglobin dospělého člověka (HbA) se skládá ze 4 podjednotek, dvou alfa (α) a dvou beta (β). Každá podjednotka je tvořena bílkovinnou částí – globinem a prostetickou (nebílkovinnou) částí – hemem.
Člověk má během svého vývoje různé typy hemoglobinu. Všechny tři lidské hemoglobiny mají stejný hem, ale liší se v bílkovinné (globinové) složce:
- Hemoglobin dospělého typu (HbA): Je syntetizován v dospělosti. Skládá se ze dvou podjednotek α a dvou β. Tvoří 97 % veškerého hemoglobinu v dospělém organismu. Je tvořen z větší části HbA0 (neglykovaný) a asi z 5 % HbA1 (glykovaný).
- Hemoglobin dospělého typu (HbA2): Také syntetizován v dospělosti. Místo β podjednotek obsahuje dvě δ podjednotky. Podílí se 2,5 % na celkovém hemoglobinu.
- Fetální hemoglobin (HbF): Syntetizován ve větším množství u plodu (fétu) (u dospělých jen 0,5 %). Místo β podjednotek má dvě γ podjednotky. Má vyšší afinitu ke kyslíku.

Každý monomer globinu má primární strukturu, která je určena pořadím aminokyselin. Dále je uspořádán do sekundární struktury osmi α-helixů označované písmeny A-H. Podle polarity aminokyselin v globinu se molekula ve vodě uspořádá do terciární struktury (hydrofobní interakce). Hydrofilní aminokyseliny komunikují s vodním prostředím a hydrofobní AK se stahují dovnitř molekuly, kde vytváří tzv. hydrofobní kapsu. Mezi aminokyseliny His F8 a His E7 (písmeno určuje α-helix a číslo pořadí AK v daném α-helixu) v hydrofobní kapse se zasunuje planární (rovinná) molekula hemu. Ve středu tetrapyrrolového jádra hemu je vázáno dvojmocné železo (Fe2+), které je díky přítomnosti hemu v hydrofobní kapse chráněno proti oxidaci na Fe3+). Kvartérní struktura určuje samotné prostorové uspořádání jednotlivých podjednotek tetrameru hemoglobinu a interakce mezi nimi (hydrofobní a iontové interakce).

### Hem
Hem je komplexní sloučenina tvořená tetrapyrolovým kruhem (protoporfyrin IX) s centrálním atomem železa — Fe2+. Přítomnost kovů je pro tetrapyroly typická (např. hořečnatý ion v chlorofylu).

### Globin
Globin je tvořen čtyřmi polypeptidy. Zaujímá asi 96 % celé molekuly. Vždy dvojice polypeptidových řetězců je stejná. V lidském organismu se vyskytují řetězce alfa, beta, gama, delta atd. Na základě přítomnosti jednotlivých řetězců v molekule pak hovoříme o různých typech hemoglobinu. Vzájemně se liší afinitou k molekule kyslíku (schopnost vázání nebo uvolňování samotné molekuly O2).

## Funkce hemoglobinu
Hlavní funkcí hemoglobinu je přenos kyslíku z plic do tkání a zpětný odvod oxidu uhličitého z tkání do plic. Každý ze 4 Fe2+ iontů hemu reverzibilně (vratně) váže molekulu kyslíku (tzv. proces oxygenace hemoglobinu). Schopnost navázání O2 a ztráta CO2 na železnatém ionu je úměrný parciálnímu tlaku dýchacích plynů (v plicích má kyslík vyšší parciální tlak než oxid uhličitý – ve tkáních je tomu naopak). Parciální tlak kyslíku v plicních alveolách je asi 13–15 kPa a ve venózní krvi ve tkáních je > 5 kPa (hypoxie pod 3,5 kPa).

### Oxygenace

Změna konformace deoxyhemoglobinu v oxyhemoglobin

Ion Fe2+ v deoxyhemoglobinu (bez kyslíku) se nachází ve vysokospinovém stavu a má koordinační číslo 5 (čtyři vazby se 4 dusíky pyrrolů hemu a pátá vazba s dusíkem aminokyseliny His F8 globinu). Oxygenací hemoglobinu vzniká oxyhemoglobin, jehož železnatý ion je v nízkospinovém stavu a má koordinační číslo 6 (oproti deoxyhemoglobinu má ještě jednu vazbu přes dva atomy kyslíku na aminokyselinu His E7. Tudíž je zřejmé, že oxygenace mění terciární a kvartérní strukturu globinu. V deoxyhemoglobinu je železo navázáno jen na šestý α-helix globinu (Fe2+ je „vystrčeno“ nad rovinou molekuly hemu) a po oxygenaci se železo naváže kromě šestého i na pátý α-helix té samé molekuly globinu (Fe2+ je rovnoměrně „taženo“ z obou stran planární molekuly hemu ⇒ zasunutí do roviny), což způsobí mírnou změnu celé molekuly hemoglobinu a zánik nevazebných interakcí. Oxygenace hemoglobinu je spojena se změnou barvy krve: deoxyhemoglobin je tmavě červený, oxyhemoglobin světle červený.

### T a R konformace
T-konformace (tension; napjatý stav) hemoglobinu je charakteristická pro tetramer deoxyhemoglobinu. Postupnou oxygenací jednotlivých podjednotek hemoglobinu dochází k zániku nevazebných interakcí (hydrofobní a iontové), čímž se usnadňuje navázání kyslíku na ještě neoxygenované podjednotky. U úplně nasyceného hemoglobinu se tudíž mluví o R-konformaci (relaxed; relaxovaný stav).

### Saturace a saturační křivka

Sigmoidní křivka saturace hemoglobinu kyslíkem

Oxygenovaný podíl z celkového obsahu hemoglobinu v krvi se nazývá saturace (nasycení) O2 a udává se v procentech. Kyslíková kapacita je maximální hodnota saturace. Při úplném nasycení kyslíkem váže 1 mol hemoglobinu 4 moly kyslíku. Po jednoduchém výpočtu zjistíme, že 1 gram tetrameru hemoglobinu může proto transportovat maximálně 1,4 ml kyslíku.
Saturační křivka vyjadřuje procentuální množství oxyhemoglobinu na parciálním tlaku kyslíku. Křivka má sigmoidní (esovitý) průběh, protože je třeba překonat určitou hodnotu parciální tlaku kyslíku, kdy se naváže první kyslík na tetramer, což způsobí zánik nevazebných interakcí a usnadnění vazby kyslíku na zbývající podjednotky. Sigmoidní tvar saturační křivky je z fyziologického hlediska velmi důležitý, jelikož kdyby měla křivka tvar hyperbolický (jako u zásobního myoglobinu), nebylo by možné za parciálního tlaku O2 v tkáních z hemoglobinu kyslík odvázat. Stejně důležitý je vztah saturační křivky fetálního hemoglobinu HbF k normální HbA. HbF (plod) má vyšší afinitu ke kyslíku než HbA (matka), a tudíž je možný přenos kyslíku z krve matky do krve plodu. Za to může fakt, že u gama podjednotek je třeba dodat menší energii ke zrušení nevazebných interakcí než u beta podjednotek hemoglobinu dospělce

### Bohrův efekt
Bohrův efekt je soubor jevů vycházející ze skutečnosti, že oxyhemoglobin je silnější kyselina (pKA=6,2), než deoxyhemoglobin (pKA=7,8). Ve tkáních vlivem buněčného dýchání vzniká větší množství oxidu uhličitého, který reaguje s vodou (za přítomnosti karbonátdehydratasy) na kyselinu uhličitou. Kyselina uhličitá dále disociuje na hydrogenkarbonátový anion a vodíkový kation (proton). Tím se snižuje pH v tkáních (= roste počet H+ iontů).
CO2 + H2O → H2CO3 → HCO3− + H+
Oxygenovaný hemoglobin z plic putuje do tkání, kde je nucen odevzdat kyslík, což je způsobeno faktem, že deoxyhemoglobin (zásaditější) lépe váže tkáňové vodíkové protony než nasycený oxyhemoglobin. V plicích proces probíhá obráceně: deoxyhemoglobin ztrácí vodíkový ion (oxygenace Hb), který zpětně reaguje s hydrogenkarbonátovým ionem na kyselinu uhličitou, jež je zpětně rozkládána karbonátdehydratázou na oxid uhličitý a vodu (= vydechovaný vzduch).

### 2,3-bisfosfoglycerát (BPG)

Molekula 2,3-Bisfosfoglycerátu neboli BPG

V periferních tkáních vzniká jako produkt glykolýzy BPG, který stabilizuje T-konformaci hemoglobinu (deoxygenovanou). BPG se váže svými 4 zápornými skupinami fosfátů na beta podjednotky hemoglobinu iontovými vazbami, na jejichž zrušení (tj. oxygenaci Hb) je třeba dodat nějaké množství energie. Funkce BPG spolu s Bohrovým efektem spočívá v podpoře ztráty kyslíku v tkáních. Fetální hemoglobin je vůči BPG méně reaktivní, což mimo jiné způsobuje vyšší afinitu ke kyslíku (viz Saturační křivka).

## Hemoglobin za nestandardních podmínek

### Expozice oxidu uhelnatého
Při otravě oxidem uhelnatým (CO) vzniká karbonylhemoglobin (neboli karboxyhemoglobin, COHb). Příčinou otravy je fakt, že je oxid uhelnatý vázán mnohem pevněji (asi 200×) než kyslík. Proto již při nízké koncentraci ve vzduchu vytlačí oxid uhelnatý molekulu kyslíku z vazby na Hb.
- Chronická expozice vyšší koncentraci CO vede k únavnosti, zhoršení paměti a koncentrace, bolesti hlavy, bolesti na hrudi, poruchy vidění atd.
- Akutní otrava (závisí na koncentraci) má tyto příznaky: bolest hlavy, závratě, zmatenost, dezorientace, rychlé dýchání, křeče, zvracení. Růžové až třešňově červené zabarvení kůže nastává u extrémně závažných otrav, obvyklejší je bledost. Postižený musí neprodleně dostat kyslík a vyšetřit hladinu CO v krvi, u těžších otrav a těhotných žen se provede léčba v hyperbarické komoře, kde je zvýšený parciální tlak kyslíku, který vytěsní CO.

### Expozice nitrosloučenin
Nitrosloučeniny (např. ředidla, dusičnany v potravě nebo v pitné vodě) způsobují oxidaci Fe2+ na Fe3+ a vzniká tak modrý methemoglobin. Ten je poškozený a nemůže přenášet kyslík. K otravě dusičnany jsou velice citliví kojenci, zvlášť ti na umělé výživě. Proto jsou na kojeneckou vodu požadovány zvláštní limity dusičnanů.
Nedostatek methemoglobin reduktázy (enzymu redukujícího methemoglobin zpět na hemoglobin) u nich způsobuje ukládání methemoglobinu v periferních tkáních. Vzniká onemocnění zvané methemoglobinémie a kvůli nahromadění methemoglobinu se může projevovat modráním kůže.

### Expozice glukózy (glykovaný hemoglobin)
Glykovaný hemoglobin (HbA1c) vzniká neenzymovou glykací bílkovinného části hemoglobinu na aminokyselinách N-terminálním valinu a lysinových zbytcích. Glukóza se pevně navazuje na hemoglobin červených krvinek a po celou dobu jejich života (120 dnů) zůstává. Procentuální poměr glykovaného a normální hemoglobinu je přímo úměrný době expozice glukózy a výši glykemie (hyperglykemie). Jeho laboratorní měření se využívá jako nejdůležitější parametr dlouhodobé kompenzace diabetu.

### Ve vysoké nadmořské výšce
Pro přenos kyslíku je důležitý jeho parciální tlak ve vdechovaném vzduchu (normálně 21 kPa ve vzduchu, 13 kPa v alveolách). Klesne-li tlak O2 pod kritickou hodnotu 3,5 kPa, dojde k hypoxii a následně k poruchám funkce mozku. Při normálním dýchání nastane tato situace asi ve 4000 m n. m., organismus v těchto případech tedy reaguje zrychleným dýcháním. Tak může udržet parciální tlak kyslíku na vyšší úrovni a kritická hodnota se posune až k 7000 m n. m. Ve vyšších nadmořských výškách je nutno použít kyslík z tlakových lahví, až do výšky 12 – 14 km.
Při dlouhodobém pobytu ve vysoké nadmořské výšce stoupá počet červených krvinek v krvi, zvyšuje se srdeční frekvence a zrychluje se dýchání.

## Poruchy tvorby hemoglobinu

### Porfyrie
Úplný výpadek syntézy hemu je neslučitelný se životem. Částečné defekty mohou mít výrazné následky (genetické a získané). Příkladem je porfyrie, při níž se některé meziprodukty tvorby hemu místo dalšího metabolizování hromadí a ukládají v těle.

### Anémie
Anémie (chudokrevnost) je snížení počtu erytrocytů nebo hemoglobinu v krvi. Může být způsobena buď poruchou syntézy hemoglobinu (deficit železa) nebo poruchou syntézy erytrocytů (deficit kyseliny listové, vitamínu B12)

### Dědičné poruchy
Je známo asi 300 geneticky podmíněných variant hemoglobinu, funkce je tím většinou jen málo omezená, na důležitých pozicích v řetězci však může změna způsobit rozsáhlé funkční poruchy. Srpkovitá anémie je jedna z dědičných chorob, při níž je na 6. pozici v β-řetězci valin místo glutamové kyseliny (vzniká HbS). Valin je hydrofobní AK avšak glutamová kyselina je hydrofilní. Tudíž u molekuly HbS vzniká „lepivé místo“, které se ve své deoxygenované podobě agreguje (shlukuje) a tím způsobí srpkovitý tvar erytrocytů. HbS má oproti HbA rigidní tvar, a tudíž nemůže dobře procházet skrz úzké kapiláry, které následně ucpává (např. ve slezině, ledvině). Srpkovitá anémie postihuje převážně černošskou populaci, protože nositelé jsou chráněni proti nebezpečným formám malárie (výhodná selekce).

### Talasemie
Talasemie je onemocnění způsobené nedostatečnou nebo chybějící tvorbou jedné z podjednotek hemoglobinu. Při β-talasemii se omezuje produkce β-řetězce hemoglobinu, čímž je narušeno zabudování Fe2+, železo zůstává ležet v erytrocytech a nadměrně se hromadí v těle. Erytrocyty jsou zranitelnější, brzy hemolyzují. Při α-talasemii je naopak omezena produkce α-podjednotky, což vede k odumření již ve stádiu plodu, protože bez α-řetězců se nemůže vůbec tvořit HbF (fetální hemoglobin).

## Organismy, které obsahují hemoglobin
Mimo obratlovce je hemoglobin obsažen (volně rozpuštěn) také v hemolymfě měkkýšů – u vodních plžů z čeledi okružákovití (Planorbidae). Všichni ostatní měkkýši mají jako krevní barvivo hemocyanin.